# Gerard van Swieten
Gerard van Swieten (ur. 7 maja 1700 w Lejdzie, zm. 18 czerwca 1772 w Schönbrunn) – lekarz pochodzenia holenderskiego, członek Królewskiej Szwedzkiej Akademii Nauk.

## Życiorys
Jego nauczycielem był lekarz Hermann Boerhaave.
W 1745 Gerard van Swieten został lekarzem cesarzowej Marii Teresy. Później zapoczątkował reformę nauczania na Uniwersytecie Wiedeńskim, zmieniając zasady nauczania na bardziej nowoczesne. Reformę kontynuował jego syn, minister szkolnictwa i miłośnik muzyki, Gottfried van Swieten.
Walczył także z przesądami, szczególnie z rozpowszechnioną wiarą w wampiry. Założył w Wiedniu Ogród Botaniczny Uniwersytetu Wiedeńskiego.

## Dzieła
- Commentaria in Hermanni Boerhaave aphorismos de cognoscendis et curandis morbis (5 częściowe wydanie, 1742–1772)
- Constitutiones epidemicae (2 Tomy, 1782 wyd.)